# 松田政近
松田 政近（まつだ まさちか、生年不詳 - 天正10年6月13日（1582年7月2日））は、戦国時代の武将。明智光秀の家臣。通称は太郎左衛門。

## 略歴
丹波衆の一人。山崎の戦いでは並河易家隊と共に明智軍の山手先鋒隊として先陣。羽柴秀吉軍の左翼（山側）が手薄であると考え、事を機に乗じて、中川清秀・高山右近隊を側面から奇襲しようと接近した。しかし、天王山にいた羽柴秀長・黒田孝高隊が、中川・高山隊を援護して交戦することとなり、攻防を繰り広げたが、討死した。

## 子孫
『福知山市史』によると元和7年（1621年）に亀山藩の岡部長盛が福知山藩に転封された時に、光秀の家臣松田太郎左衛門の一子・五郎が、これに従って福知山へ越したという記録がある。これによれば五郎は父の討死後は母と並河村に逃避し、亀山で奉公したと云う。